# Jorge Ryerson
Jorge Ryerson (Texas, 1830 - San Diego, California, 1892) fue un empresario y político mexicano, establecido en lo que actualmente es el estado de Baja California. Llegó a ser presidente municipal de Santo Tomás en 1880; en 1882 fue el primer alcalde de Ensenada; y en 1885, fue nombrado Subjefe del Partido Norte de la Baja California.

## Biografía
Tras haber radicado durante su infancia en Texas y Missouri, lugar donde falleció su madre, regresó a México en 1845, estableciéndose en las cercanías de Chihuahua.
Pasaronn los años y con otros ganaderos conduce un rebaño de ovejas a California, luego de lo que se establece por un periodo de casi dos años en la ciudad de Los Ángeles, para luego trasladarse a San Diego en 1853. Cuando estalló el movimiento filibustero ese mismo año, Jorge Ryerson se trasladó a Baja California, uniéndose a Antonio Meléndrez en su lucha para librar el territorio de William Walker y sus hombres. Al finalizar el conflicto, Ryerson se estableció en Santo Tomas, donde por un tiempo se dedicó a la ganadería y posteriormente, con el salario recibido en la campaña contra los filibusteros estableció una tienda de mercancías, las cuales eran traídas desde San Diego. En Santo Tomás conoció a Guadalupe Serrano, con la cual contrajo nupcias en 1856 y se establecieron en el rancho de Vallecitos próximo al poblado. Viajó por Estados Unidos y México uniéndose en ambos como soldado del ejército confederado como del Ejército Mexicano en contra de Maximiliano de Habsburgo durante la intervención francesa en México.
A su regreso a Baja California se dedicó de nuevo al comercio, la ganadería, la agricultura y minería. En esta última se asoció con varios estadounidenses, con los cuales explotó cuatro minas: Azul Grande, La Estrella, La Menor de Todas y La Reyna de Plata; todas ellas localizadas en la zona de San Antonio de las Minas.
Aún siendo residente de Santo Tomas fue elegido presidente municipal de esta localidad en 1880. Ese mismo año fue subprefecto del Partido Norte de la Baja California, volviendo a ocupar el cargo interinamente en 1882. Cuando se trasladó la capital del Partido Norte de Santo Tomás a Ensenada en 1882, Ryerson fue una de las personas que se opusieron a este cambio y fue encarcelado algunos días por retrasar el traslado.
Pasados los años asume el cargo de subjefe político del Partido Norte en 1885 y se establece en Ensenada en una casa de dos pisos, en la esquina de la calle Sexta y lo que hoy se conoce como avenida Ryerson, he aquí el por qué del nombre de la arteria.
Ryerson ocupó el puesto de subjefe político hasta que la península de Baja California se dividió en Distritos, Norte y Sur, tras de lo cual el general Luis Emeterio Torres tomó posesión como jefe político del nuevo Distrito Norte en 1888, relevando así de su cargo a Ryerson.
Jorge Ryerson falleció a los 62 años en 1892 y fue sepultado en la ciudad de San Diego, California.